# Ann-Cathrin Eriksen
Ann-Cathrin Eriksen (* 9. September 1971 in Bodø, Norwegen) ist eine ehemalige norwegische Handballspielerin, die für die norwegische Nationalmannschaft auflief.

## Karriere
Eriksen spielte für den in ihrer Geburtsstadt ansässigen Verein IK Junkeren. Später wechselte sie zum Erstligisten Byåsen IL. Nach der Saison 2000/01 beendete die Rechtsaußenspielerin ihre Karriere.
Eriksen bestritt zwischen 1991 und 2000 insgesamt 127 Länderspiele für die norwegische Nationalmannschaft, in denen sie 119 Tore erzielte. Bei ihren ersten beiden Turnierteilnahmen mit der norwegischen Auswahl belegte sie bei der Weltmeisterschaft 1995 und bei den Olympischen Spielen 1996 jeweils den vierten Platz. Nachdem Eriksen im Jahr 1997 kein einziges Länderspiel absolviert hatte, gewann sie sowohl bei der Europameisterschaft 1998 als auch bei der Weltmeisterschaft 1999 den Titel. Eriksen nahm im Jahr 2000 ein zweites Mal an den Olympischen Spielen teil, bei denen sie die Bronzemedaille gewann.